# کنکورد پاویون
کنکورد پاویون (انگلیسی: Concord Pavilion) یک تماشاخانه در کنکورد، کالیفرنیا، ایالات متحده آمریکا است.
این تماشاخانه که در سال ۱۹۷۵ تاسیس شده و توسط لیو نیشن انترتینمنت مدیریت میشود ۱۲٬۵۰۰ نفر ظرفیت دارد.